# Rhynchocyclus
Rhynchocyclus – rodzaj ptaków z podrodziny oliwiaków (Rhynchocyclinae) w obrębie rodziny muchotyranikowatych (Pipromorphidae).

## Zasięg występowania
Rodzaj obejmuje gatunki występujące w południowym Meksyku, Ameryce Centralnej i Południowej.

## Morfologia
Długość ciała 13,5–17 cm; masa ciała 14–26,5 g.

## Systematyka
Rodzaj zdefiniował w 1836 roku szwedzki zoolog Carl Jakob Sundevall w artykule poświęconym systematyce ornitologicznej, opublikowanym w czasopiśmie Kungl. Svenska Vetenskapsakademiens Handlingar. Sundevall wymienił dwa gatunki – Platyrhynchos olivaceus Temminck, 1820 i Muscicapa flaviventris Vieillot, 1807 – z których gatunkiem typowym jest (późniejsze oznaczenie) Platyrhynchos olivaceus Temminck, 1820 (oliwiak zielonawy). Jednak w 1859 roku niemieccy ornitolodzy Jean Cabanis i Ferdinand Heine zauważyli podobieństwo nazwy ukutej przez Sundevalla – Cyclorhynchus – do nazwy Cyclorrhynchus, której użył w 1829 roku niemiecki zoolog i paleontolog Johann Jakob Kaup do opisania innego rodzaju ptaków, dlatego rodzajowi opisanemu przez Sundevalla nadali nową nazwę Rhynchocyclus. Nazwa Rhynchocyclus obowiązuje obecnie, ponieważ nazwa Cyclorhynchus nie była używana przez społeczność zoologiczną przez ponad 100 lat, wobec czego stanowi nomen oblitum.

### Etymologia
- Cyclorhynchus: gr. ῥυγχος rhunkhos ‘dziób’; κυκλος kuklos ‘obręcz, tarcza’[9].
- Rhynchocyclus: anagram nazwy rodzaju Cyclorhynchus Sundevall, 1836[8].
- Craspedoprion: gr. κρασπεδον kraspedon ‘krawędź, granica’; πριων priōn, πριονος prionos ‘piła’[10]. Gatunek typowy: Cyclorhynchus aequinoctialis[c] P.L. Sclater, 1858.

### Podział systematyczny
Do rodzaju należą następujące gatunki:
- Rhynchocyclus brevirostris (Cabanis, 1847) – oliwiak okularowy
- Rhynchocyclus pacificus (Chapman, 1914) – oliwiak kolumbijski
- Rhynchocyclus aequinoctialis (P.L. Sclater, 1858) – oliwiak wąwozowy
- Rhynchocyclus fulvipectus (P.L. Sclater, 1860) – oliwiak rdzawogardły
- Rhynchocyclus olivaceus (Temminck, 1820) – oliwiak zielonawy